# جوزيف والش
جوزيف والش (بالإنجليزية: Joseph Walsh)‏ هو محامي وقاضي وسياسي أمريكي، ولد في 16 ديسمبر 1875 في بوسطن في الولايات المتحدة، وتوفي في 13 يناير 1946 في نيو بدفورد في الولايات المتحدة. حزبياً، نشط في الحزب الجمهوري. وقد انتخب عضو مجلس نواب ماساتشوستس وانتخب عضو مجلس النواب الأمريكي.